# Alpha Epsilon Pi
La Alpha Epsilon Pi (ΑΕΠ), comunemente nota come AEPi, è una confraternita universitaria fondata alla New York University nel 1913 da Charles C. Moskowitz.
La confraternita ha più di 186 capitoli attivi in tutti gli Stati Uniti, Canada, Regno Unito, Austria, Australia e Israele e ha contato oltre 102.000 membri.
Sebbene la confraternita si basi su principi ebraici, non è discriminatoria ed è aperta a tutti coloro che sono disposti a sposare il suo scopo e i suoi valori.